# A Perfect Circle
 Der er for få eller ingen kildehenvisninger i denne artikel, hvilket er et problem. Du kan hjælpe ved at angive troværdige kilder til de påstande, som fremføres i artiklen.

A Perfect Circle (ofte betegnet APC) er en amerikansk alternativ rock-gruppe, der blev dannet i 1999 af gruppens guitarist Billy Howerdel. Howerdel havde arbejdet som guitartekniker for grupper som Nine Inch Nails, The Smashing Pumpkins, Fishbone, Guns N' Roses og Tool. Han afspillede demoversioner af sit musik for Tools forsanger, Maynard James Keenan. Maynard tilbød at være forsanger, såfremt Howerdel dannede en gruppe. Howerdel var i begyndelsen tøvende, da han oprindeligt ønskede en kvindelig forsanger. Senere kom også trommeslageren Jeff Friedl med, og med forskellige andre musikere udgav gruppen tre cd'er og dvd-cd'en aMOTION fra 2004. Gruppen blev aktiv igen i 2017 og annoncerede deres fjerde cd i 2018.

## Udgivelser
- Mer de Noms (23. maj 2000)
- Thirteenth Step (16. september 2003)
- eMOTIVe (coverversioner; 1. november 2004)
- Eat the Elephant (20. april 2018)